# Сату-Ноу (Гредінарі, Олт)
Сату-Ноу (рум. Satu Nou) — село у повіті Олт в Румунії. Входить до складу комуни Гредінарі.
Село розташоване на відстані 143 км на захід від Бухареста, 14 км на північ від Слатіни, 46 км на північний схід від Крайови.

## Населення
За даними перепису населення 2002 року у селі проживали 352 особи, усі — румуни. Усі жителі села рідною мовою назвали румунську.